# Университет Сонмун
Университет Сонмун (кор. 선문대학교, англ. Sun Moon University) — частное высшее учебное заведение в Республике Корея.

## История
Университет основан по инициативе Мун Сон Мёна 20 марта 1989 года с целью распространения корейского языка и корейской культуры за рубежом.
С 2005 года университет отправляет студентов на волонтерские программы за рубежом. Университет имеет филиал в Сеуле.

## Обучение
Имеет два кампуса — в городах Асан и Чхонан (примерно 30 минут езды от Сеула). Всего в университете 8 колледжей, 8 филиалов, 38 факультетов, 49 приемных комиссий. Основные колледжи: юридический, гуманитарных и общественных наук, естественных наук, теологический, колледж Сонхва. Основные магистратуры и аспирантуры: общая, соцобеспечения, педагогическая, переводческая. Основные факультеты: скорой медицинской помощи, физиотерапии, зубной гигиены. Предоставляет возможность получить докторскую степень и степень магистра.
Университет предлагает стипендии иностранным студентам.